# Interstate 39
Interstate 39 (I-39) é uma rodovia interestadual no Centro-Oeste dos Estados Unidos. De sul a norte a rodovia passa por Illinois e Wisconsin. A I-39 vai de Normal, Illinois, na I-55, até a State Trunk Highway 29 (WIS 29), na cidade de Rib Mountain, Wisconsin, que fica a aproximadamente 9,7 km (6 milhas) ao sul de Wausau. A I-39 foi projetada para substituir a U.S. Route 51 (US 51), que, no início da década de 1980, era uma das rodovias de duas pistas mais movimentadas dos Estados Unidos. A I-39 foi construída nas décadas de 1980 e 1990.
Em Illinois, a rota tem um comprimento total de 226,63 km (140,82 milhas). Em Wisconsin, a I-39 tem uma distância de 293 km (182 milhas). De Rockford, Illinois, a Portage, Wisconsin, a I-39 corre simultaneamente com a I-90. Em Wisconsin, a I-94 se junta ao par em Madison até Portage. Com 47 km (29 milhas) de comprimento, essa concorrência de três interestaduais é a mais longa do país. De Portage para o norte, a US 51 é alinhada com a interestadual e tem números de saída baseados em sua quilometragem.